# Tiberiu Bone
Tiberiu Bone (* 13. April 1929 in Oradea; † 22. März 1983) war ein rumänischer Fußballspieler und -trainer. Er bestritt 269 Spiele in der höchsten rumänischen Fußballliga, der Divizia A.

## Karriere als Spieler

### Verein
Die Karriere von Tiberiu Bone begann in der Saison 1946/47 bei Jiul Petroșani, als er am 20. Oktober 1946 im Alter von 17 Jahren zu einem ersten Einsatz in der Divizia A kam. Bei Jiul entwickelte er sich zum Stammspieler, so dass sich kurz vor Ende der Saison 1950 die Möglichkeit ergab, zum rumänischen Spitzenverein CCA Bukarest (später Steaua Bukarest) zu wechseln. Mit CCA konnte er sechs Mal die rumänische Meisterschaft und viermal den rumänischen Pokal gewinnen. Am Ende der Saison 1961/62 hängte er die Fußballstiefel an den Nagel.

### Nationalmannschaft
Zwischen 1951 und 1961 bestritt Bone zwölf Spiele für die rumänische Fußballnationalmannschaft, erzielte dabei jedoch kein Tor. Seinen ersten Einsatz hatte er am 20. Mai 1951 gegen die Tschechoslowakei.

## Karriere als Trainer
Von 1962 bis 1964 war Bone Jugendtrainer bei Steaua Bukarest. Anschließend war er über viele Jahre mit einigen Unterbrechungen Trainer von AS Armata Târgu Mureș.

## Erfolge
- Rumänischer Meister: 1951, 1952, 1953, 1956, 1960, 1961
- Rumänischer Pokalsieger: 1950, 1951, 1952, 1955